# 나와 함께 블루스를
"나와 함께 블루스를"(Blues with Me)은 2016년 대한민국에서 제작된 이한종 감독의 단편 영화로서 부산국제영화제와 중국 최대 동영상사이트 유쿠(YOUKU)와 공동으로 아시아 신인감독 육성을 위해 '아시아 콜라보 프로젝트'를 진행하였고 한국영화 대표작으로 선정, 제작 지원된 작품이다. 
최종 선발된 신인감독 4인과 마스터 감독 4인이 각 1편씩 단편영화를 제작하고, 완성된 마스터 4인은 '컬러 오브 아시아-마스터스', 완성된 신인감독 4인은 '컬러 오브 아시아-뉴커머스' 타이틀로 각각 부산국제영화제 와이드앵글 부문 월드프리미어에 상영되었다.
신인감독은 한국을 포함하여 네팔, 중국, 태국이 대표 국가로 선정되었으며, 마스터 감독은 임상수(한국), 나오미 가와세(일본), 왕 샤오슈아이(중국), 아핏차풍 위라세타쿤(태국) 감독이 선정되었다.

## 배역
- 반장 - 김경익
- 박승식 - 한정현
- 고대리 – 남태우
- 직원서씨 – 서태성
- 직원강씨 – 강홍렬

## 제작진
- 감    독 - 이한종
- 각    본 - 이한종
- 프로듀서 - 한달호
- 촬    영 - 김무유
- 조    명 - 이동진, 한기업
- 편    집 – 문인대
- 조 감 독 - 서승인
- 동시녹음 - 이윤재
- 사운드슈퍼바이저 - 이승철
- 음    악 - 이상호, 김남원
- 테크니컬슈퍼바이저 – 조희대
- 마 스 터 - 임상수 감독

## 기술 양식
25min 18sec, HD

## 영화제 출품 및 수상
| 연도 | 영화제 | 상영부문                                    | 수상여부                                    |
| ---- | --- | ------------------------------------------- | ------------------------------------------- |
| 2019 | 제6회 속초국제장애인영화제                                                                                                  | 경쟁부문                                    |                                             |
| 2018 | 제8회 충무로단편영화제 | 비경쟁부문                                  | 후원사 대상 수상                            |
| 2018 | 제2회 천안춤영화제 | 경쟁부문                                    |                                             |
| 2017 | 제39회 끌레르몽페랑 국제단편영화제(Clermont-Ferrand International Short Film Festival, France)                              | 국제 경쟁부문                               |                                             |
| 2017 | 제35회 엑상프로방스 국제단편영화제(Aix-en-Provence Festival Tous Courts, France)                                            | 경쟁부문                                    | 젊은심사위원상 수상                         |
| 2017 | 제6회 콜카타 국제단편영화제(Kolkata Shorts International Film Festival, India)                                              | 경쟁부문                                    | 심사위원언급 명예상(Honorable Jury Mention) |
| 2017 | 제18회 Corti da Sogni-Antonio Ricci 국제단편영화제("Corti da Sogni-Antonio Ricci" International Short Film Festival, Italy) | 월드와이드픽션 경쟁부문                     | 월드와이드픽션 수상                         |
| 2017 | 제18회 장애인영화제 | 본선경쟁                                    | 인권상 수상                                 |
| 2017 | 제6회 경찰청 인권영화제 | 본선경쟁                                    | 연기상(시민부문) 수상                       |
| 2017 | 제3회 가톨릭영화제 | 본선경쟁                                    | 대상, 관객상 수상                           |
| 2016 | 제15회 미장센단편영화제 | 식스센스부문 본선 경쟁                      |                                             |
| 2016 | 제10회 발리 국제영화제(Bali International Film Festival, Balinale)                                                          | Signature Shorts 부문                       |                                             |
| 2016 | 제17회 대구단편영화제 | 본선 경쟁                                   |                                             |
| 2015 | 제20회 부산국제영화제 | 와이드앵글 부문 - 컬러 오브 아시아-뉴커머스 |                                             |

## 수상 및 관련 기사
한여름 무더위를 확…대구 단편영화제 10일 막올라 - 한겨레 기사 2016.08.01 
 보관됨 2017-10-12 - 웨이백 머신
제3회 가톨릭영화제... 내실 채워 관객과 만났다 - 오마이뉴스 기사 2016.10.31

제3회 가톨릭영화제 폐막 - 가톨릭신문 기사 2016.11.02

‘나와 함께 블루스를’ ‘플라이’ 클레르몽페랑 단편영화제 경쟁부문 진출 - 인터뷰365 기사 2017.02.08

[TV특종] 단편 ‘나와 함께 블루스를’ 클레르몽페랑 경쟁부문 진출 - KBS미디어 기사 2017.02.09

장애인영화제 대상에 성승택 '옆집' - 아시아경제 뉴스 2017.11.06 

제18회 '장애인영화제' 대상에 성승택 감독의 ‘옆집’ - 폴리뉴스 기사 2017.11.07

제18회 '장애인영화제' 대상작 발표… '옆집' 대상 거머쥐어 - 금강일보 기사 2017.11.13

[영상] 이한종 감독 ‘나와 함께 블루스를’, 프랑스 엑상프로방스 국제단편영화제에서 ‘젊은 비평가상’ 수상 - 뉴스컬쳐 기사 2017.12.07 

‘나와 함께 블루스를’ 감독, 프랑스서 ‘젊은 비평가상’ 영예 - 서울신문 기사 2017.12.07

서울예대 학생들이 단편영화로 바라본 1988-2018 대한민국 - 인천일보 기사 2018.02.04